# رسول غنی‌زاده
رسول غنی‌زاده بازیکن بازنشسته و مربی فوتبال اهل ایران است.

## دوران حرفه‌ای
او فوتبال حرفه‌ای را در تیم جوانان استقلال آغاز کرد و سپس راهی تیم اصلی شد. غنی‌زاده سال‌ها پیراهن تیم پاس را بر تن کرد. او هم اکنون به مربی‌گری مشغول است.

## افتخارات

### به عنوان بازیکن

##### استقلال
- جام باشگاه‌های تهران: ۱۳۶۴

##### پاس
- لیگ ایران: ۱۳۷۰ * ۱۳۷۱
- جام حذفی تهران: ۱۳۷۰
- جام میلز هندوستان: ۱۹۹۱
- لیگ قهرمانان آسیا: ۹۳–۱۹۹۲

### به عنوان مربی

##### پاس قوامین
- جام لیگ دسته دوم نونهالان فوتبال استان تهران: 1396

- جام لیگ دسته اول نونهالان فوتبال استان تهران: 1397